# Мезенеєшть
Мезенеєшть, Мезенеєшті (рум. Măzănăești) — село у повіті Сучава в Румунії. Входить до складу комуни Дрегоєшть.
Село розташоване на відстані 343 км на північ від Бухареста, 18 км на південний захід від Сучави, 120 км на захід від Ясс.

## Населення
За даними перепису населення 2002 року у селі проживали 588 осіб, усі — румуни. Усі жителі села рідною мовою назвали румунську.